# Tlacuilo (roman)
Pour les articles homonymes, voir Tlacuilo.
Tlacuilo est un roman de Michel Rio publié le 28 août 1992 aux éditions du Seuil et ayant reçu la même année le prix Médicis.

## Éditions
- Tlacuilo, éditions du Seuil, 1992  (ISBN 2-02-013512-4).